# Лунная соната (Екимовский)

Виктор Екимовский
первая страница рукописи
«Лунной сонаты»

Лу́нная сона́та (нем. Mondscheinsonate) для фортепиано (Композиция 60) — музыкальное произведение, написанное в 1993 году российским композитором Виктором Екимовским, одно из самых известных и исполняемых в творчестве этого автора.

В отличие от бетховенской «Лунной сонаты», получившей свой популярный подзаголовок только через тридцать лет после публикации (и уже́ после смерти автора), Виктор Екимовский сразу же сочинял свою сонату как «Лунную», в дополнение и противовес к бетховенской.

## История создания
Если на минуту поверить Виктору Екимовскому, — написанная в непростой период личной жизни, «Лунная соната» стала своеобразной сублимацией, преодолением внутреннего кризиса, в котором на тот момент оказался композитор. Об этом вполне определённо говорит сам автор, описывая обстановку, в которой сочинялась не только соната, но и последующие за ней четыре-пять его «композиций».:213 Познакомившись с некоей «юной и привлекательной осо́бой», уже не слишком молодой композитор не на шутку увлёкся..., причём, до такой степени, когда увлечение грозило перерасти рамки увлечения. Однако у юной привлекательной особы, поначалу также искренне увлечённой композитором (в чём не могло быть ни малейшего сомнения), внезапно сработал инстинкт самосохранения, в результате чего в реальной, земной жизни автора музыки образовалась типовая драма под весьма банальным названием «неразделённая любовь». Вся энергия этой любви, словно бы подчиняясь принципу сублимации, затем выплеснулась в жизнь виртуальную или творческую, таким образом, перелившись в чистую игру фантазии. Именно таким образом возникала «Лунная соната» Бетховена, Восьмая симфония Малера, «Фантазии в манере Калло» Гофмана, «Фантастическая симфония» Берлиоза... список можно продолжать очень долго, — вплоть до «Mondscheinsonate» Виктора Екимовского.:213

 «Перемена, происшедшая во мне теперь, вызвана милой чудесной девушкой, которая любит меня и любима мною».— Людвиг ван Бетховен, из письма Францу Вегелеру от 16 ноября 1801 года

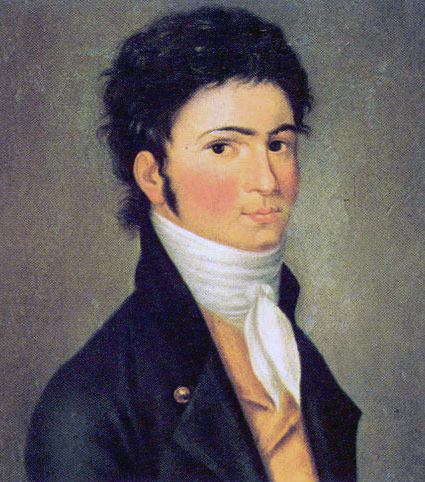
Бетховен в год написания
«Лунной сонаты»

Не желая останавливаться на полпути в биографических аналогиях и параллелях, вслед за своим предшественником Виктор Екимовский поставил на титульном листе «Лунной сонаты» немецкое название (Mondscheinsonate), а чуть ниже — воспроизведённое в точности посвящение юной графине Джульетте Гвиччарди. Той са́мой неудавшейся возлюбленной Бетховена, отдавшей предпочтение (а вместе с ним — руку и сердце) другому композитору, Венцлю Галенбергу. Таким образом, Екимовский не только всемерно подчёркивает совпадения, но и продолжает настаивать на них, временами вступая в прямой диалог или даже заочный спор со знаменитым историческим персонажем и его музыкальным первоисточником.
Едва ли не исчерпывающим образом Екимовский описывает историю создания своей «Лунной сонаты» в пухлом труде под названием «АвтоМоноГрафия», посвящённом всем возможным подробностям собственной жизни и творчества. Несмотря на то, что в каталоге сочинений композиция 60 отмечена однозначно – как написанная «по заказу Франкфуртского фестиваля», однако именно в таком виде (как «Лунная соната») она возникла неожиданно: спонтанным и почти непреднамеренным образом, в результате свободного блуждания фантазии.

«Сочинялась музыка довольно странно – помню, как я сел за инструмент, не имея ни единой мысли, и наиграл какой-то мотив-такт. Что наиграл – не понял, но потом наиграл два других подобных мотива-такта и почувствовал, что из этого может что-то слепиться. Стал играть дальше, и вдруг показалось, что получается нечто похожее на «Лунную сонату» Бетховена  (хотя у того триоли, а у меня квинтоли)».:215— Виктор Екимовский, «Автомонография», глава третья, написанная в 1997 году
Этот вполне традиционный способ сочинения, когда композитор садится за инструмент, не имея ни единой мысли (а зачем композитору мысли!), и начинает что-то наигрывать в смутной надежде, что хотя бы какие-то мысли появятся, — тем не менее, в данном частном случае выглядит не только странным, но и почти уникальным. Как правило, мысль (или структурная идея) у Екимовского предшествует процессу сочинения собственно звукового материала, «тела» произведения. В первую очередь у него возникает словесный образ или идея некого целого («в начале было слово»), и только затем к нему «присочиняются» недостающие звуки или дописываются нотные знаки. Впрочем, как оказалось, на этот раз идея отстала от музыки совсем ненадолго, всего на пять-десять минут. Продолжая наигрывать на фортепиано прежние неопределённые квинтоли, Виктор Екимовский припомнил одну историю, почти анекдот, рассказанный ему Альфредом Шнитке из истории сочинения знаменитой арии Мефистофеля из «Истории про доктора Фауста». Тогда он очень долго сомневался и не мог подобрать нужного способа для музыкальной характеристики этого театрального чёрта, в конце концов, отчаявшись решить что-либо определённое, в сердцах пожаловался о своих мучениях — домашним. Ему хотелось написать для Мефистофеля нечто контрастное, чтобы посреди современной академической музыки внезапно послышались банальные интонации поп-музыки, к примеру, что-нибудь из репертуара Аллы Пугачёвой. И тогда Ирина, жена Альфреда Шнитке, бросила ему фразу в том роде, что если ему так хочется, пускай тогда и пишет прямо для Пугачевой. Как признался композитор, все психологические проблемы тут же решились сами собой. И хотя впоследствии сама Алла Пугачёва (после первой репетиции) отказалась участвовать в «слишком авангардном» проекте, дело уже было сделано..

Именно эта история, по словам Виктора Екимовского, прямо подтолкнула его к тому, чтобы не бояться громких названий, имён и аналогий. Ровно в тот же момент он перестал наигрывать «бесцельные квинтоли», целенаправленно приступив к сочинению вполне конкретной «Лунной сонаты», но только не бетховенской, а своей собственной.:215-216

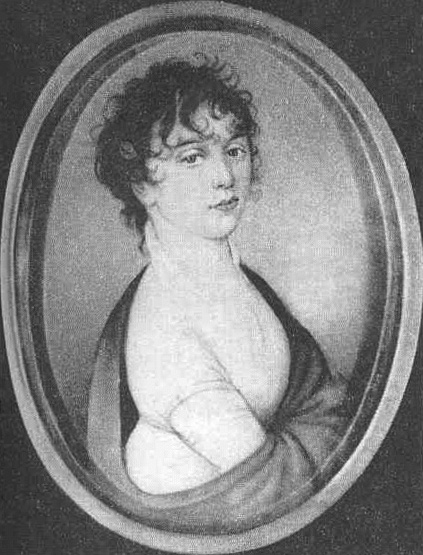
Джульетта Гвиччарди,
которой посвятили свои «Лунные сонаты»
Бетховен и Екимовский

Одновременно с определением замысла у автора появилось сначала ощущение, что простого повторения (или параллели) бетховенскому сочинению всё же не достаточно для создания собственного полноценного произведения. Это ощущение очень скоро превратилось в чёткое желание, чтобы и в этом его произведении (так же, как и в большинстве прочих) была всё-таки не одна идея. По словам Екимовского, это слишком просто – написать минималистическое сочинение с одной эмоциональной идеей, когда с первых трёх тактов ты сразу начинаешь понимать, что происходит теперь и что будет происходить дальше...... Необходимо бередить слушателя, заставлять его как можно бо́льше думать, и чем больше различных поворотов будет запрограммировано внутри сочинения, тем более значительное и неоднозначное у него останется впечатление от музыкального целого. И поневоле слушатель начинает постепенно втягиваться в предложенную ему игру, разгадывать ребусы, размышлять над ними, переживать и так далее... И это самое главное в процессе общения публики с новыми композициями, поскольку тот жанр музыки, в котором работает Екимовский, предназначен не только для времяпрепровождения, и не ради того, чтобы получать физиологическое удовольствие от процесса слушания.:123

 «...в своей сонате я решил и пополемизировать немножко с Бетховеном, то есть если слушатель, сидящий на концерте, будет знать, что сейчас прозвучит «Лунная соната» и услышит некоторую отдалённую связь с Бетховеном, то он будет думать, что всё так будет и дальше. Ни черта́ подобного! Нет! <...> тут я делаю очень крутой поворот, очень большое накопление какой-то энергии, которая в момент кульминации выливается в совершенно иную материю и в том числе, и в иной звукоряд гармонический <...> и, конечно, в совершенно иную ритмику – абсолютно контрастный момент, и всё это именно в момент кульминации, который совершенно не схож ни с чем у Бетховена. И вот в этом мне и представляется как раз индивидуальное структурное решение моей «Лунной сонаты»: здесь происходит тот «икт», который я противопоставляю, можно сказать, Бетховену...

Но, вообще-то, эта музыка очень абстрактна, и искать какие-то чёткие параллели с жизненными явлениями здесь не следует. Просто по идее, по мысли, мне показалось, что Бетховену не хватило в его «Лунной сонате» именно такого развития»...:123— Виктор Екимовский, «Композиция 60. Лунная соната»
Так или иначе, и соната Екимовского, и соната Бетховена оказались связаны с личной историей неразделённой любви автора. Однако с самого начала Екимовский поставил перед собой задачу спустя почти два века «возразить» Бетховену и дать свою версию разрешения внутреннего конфликта. Об этом он сам говорит достаточно чётко и прямо: «Людвиг ван ведь только мечтает, грезит, бесплотно вожделеет, в то время как мне привиделась существенно иная трактовка «лунного» сюжета – герой мечтает, но стремится соединить свою мечту с явью; грезит, но пытается воплотить свои грёзы в осязаемые порывы; вожделеет, но хочет гораздо большего – реального обладания; потому весь музыкальный процесс Сонаты неуклонно ведёт к мощному взрыву долго копившейся энергии, которая бурно и стремительно высвобождается, в сущности, на чисто физиологическом уровне, если хотите – акте».:215 Таков исход этой лунной сонаты и акта творчества.

## Музыкальная характеристика
Сама по себе структура и музыкальный материал сонаты Виктора Екимовского продолжает одновременно полемику и переклички с оригиналом. Бетховенская лунная соната была снабжена подзаголовком, композитор обозначил её жанр: «в духе фантазии» (итал. quasi una fantasia). Таким образом, автор хотел заранее предупредить возможные упрёки в свой адрес и подчеркнуть свободную лирическую (фантазийную) форму, в корне отличную от классической сонатной.

Несмотря на то, что соната Бетховена состоит из трёх частей, как правило, под именем «Лунной сонаты» в памяти возникает именно (и прежде всего) первая её часть, – прекрасные тихие звуки арпеджио, которые Людвиг Рельштаб (уже после смерти композитора) сравнил с «лунным светом над Фирвальдштетским озером». Этим обстоятельством и воспользовался Виктор Екимовский. Его «Лунная соната» сразу и бесповоротно состоит всего из одной «лунной» части. Безо всяких дополнений, размывающих чёткость сопоставления с оригиналом. Хотя уже внутри одной этой части очевидно просматривается трёхчастная («анти-бетховенская») структура, построенная на тесных аллюзиях и ассоциациях с оригиналом.:407 Продолжительность звучания одной части Екимовского примерно такая же, как и всей сонаты Бетховена в целом – около 12—15 минут (в зависимости от взятого темпа и конкретной интерпретации исполнителя и исполнения).

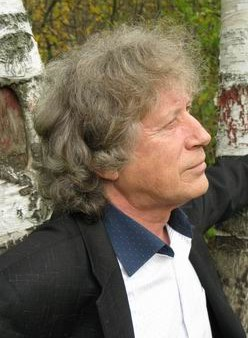
Виктор Екимовский,
Москва, 2009 год

К числу основных приёмов, вызывающих у слушателя ассоциации с «Лунной сонатой», относится прежде всего фактура, постоянно воспроизводящая, аналогично бетховенской, разложенные гармонии. Также привлекает внимание частое повторение (возвращение) одних и тех же арпеджированных аккордов или отдельных звуков, вызывающее ощущение неподвижности или задумчивости, и некоторые интонационные приёмы (например, опевания тонов), близкие к бетховенским.:407 Музыкальный материал Екимовский выстраивает по заранее определённому трафарету: традиционному, простому и структурно чёткому – до предела. Усыпляющая остинатность однообразных тактов на едином басу, периодическое возвращение разных вариантов первоначальной версии разложенного аккорда – тем не менее, постепенно накапливает напряжение (и здесь уже начинаются кардинальные отличия от бетховенского оригинала). Нагнетаемая повторениями, обстановка постепенно накаляется, аккорды, поначалу пятизвучные, становятся всё более длинными, быстрыми и массивными, расширяя регистры и наращивая звучность и темп. Дыхание становится всё более прерывистым, такты последовательно делятся и укорачиваются (от первоначальных 4/4 доходя всего до 1/4 и затем, в кульминации, даже до очень редкого в музыке размера 4/16). Таким образом в среднем разделе «Лунной сонаты» выплёскивается упомянутая автором энергия физиологического акта.:216

 «Звуковой материал выстроен только по слуховому ощущению. Ну, единственно что – это, конечно, идея накопления двенадцатизвучия – она здесь имеет место, потому что повторять близко одни и те же звуки или дублировать – это нехорошо. Вот, когда близко к кульминации подходим, то в её громадных аккордах, конечно, уже могут быть дублировки, потому что просто не хватает новых звуков».:124 — Виктор Екимовский, «Композиция 60. Лунная соната»
Затем сексуальный прорыв постепенно успокаивается, теряет динамику, силу и темп, постепенно возвращаясь к вполне типичной репризе, в которой повторяются начальные «лунные» аккорды. Одновременно автор прибегает ещё к одному ребусу: он «прячет» среди сползающих вниз басов cis-moll’ное трезвучие – ещё одно прямое, хотя и зашифрованное указание на бетховенский первоисточник.:215 Обилие разных отсылок и скрытых цитат позволило исследователям творчества композитора определить «Лунную сонату» как аллюзийно-полистилистическую композицию.:407
В нотном тексте Виктор Екимовский вводит ещё одно, столь любимое им новшество, на сей раз чисто формальное: градации громкости дополнительно снабжены знаками «+» или «–», чтобы указать исполнителю более тонкие движения, переходы и направления динамики, зачастую не совпадающие с интонациями и периодами изложения музыкального материала.:216

 «Эти плюсы и минусы очень важны, потому что мне хотелось в сонате обязательно раздробить динамическую шкалу на более мелкие части. Поэтому, например, я и придумал пиано с плюсом – это как бы и не само пиано уже, но ещё и не меццо-форте, а что-то между ними. Или вот эти форте с плюсом и форте с минусом. То есть, мне хотелось, чтобы в каждом такте была бы своя динамика, а в результате чтобы получилась линия постепенного и достаточно тонкого изменения динамики, которая, ко всему прочему, и работала бы по-своему».:124 — Виктор Екимовский, «Композиция 60. Лунная соната»

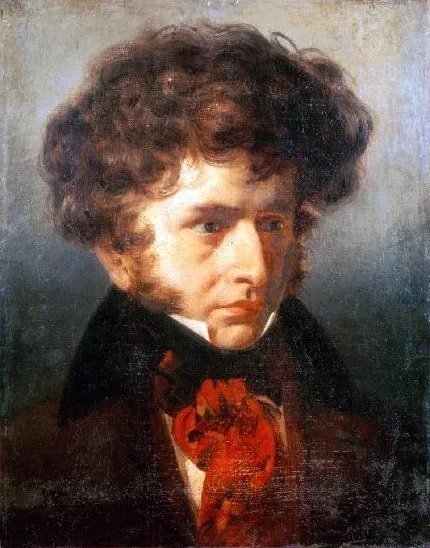
Гектор Берлиоз,
1832 год

Кроме прямого родства с бетховенской «Лунной сонатой», Виктор Екимовский настаивает также и на ещё одном новшестве-родстве. Выстраивая в своём воображении умозрительную конструкцию, некий ряд из пяти собственных композиций (Лунная соната – Симфонические танцы – La Favorite – 27 разрушений – Зеркало Авиценны), композитор утверждает, что создал некое виртуальное произведение, видимое исключительно изнутри, мысленным взором. Настаивая на подобии своего пятичастного цикла «Фантастической симфонии» Берлиоза, Екимовский мысленно подставляет под каждую из упомянутых композиций основные аффекты, а также названия её отдельных частей, одна за другой: Мечтания – Бал – Сцена в полях – Шествие на казнь – Сон в ночь шабаша.:214 Таким образом, «Лунная соната» из сонаты-фантазии превращается также в (тайную) первую часть некой новой, параллельной фантастической симфонии, заняв ещё одно особенное место — не только в жизни и творчестве двух известных художников, но и в истории мирового искусства.

## Исполнения и отклики
Как уже было сказано, «Лунная соната» Виктора Екимовского была написана в 1993 году по заказу Франкфуртского фестиваля и впервые была исполнена — именно там, 15 сентября того же года (Хиндемит-зал «Alte Oper»). Первым исполнителем стал пианист Иван Соколов (соната была заказана специально для него).:122 По свидетельству автора первое исполнение во Франкфурте прошло как-то незаметно, однако Иван Соколов в течение двух лет несколько раз повторил «Лунную сонату» в Москве, и здесь уж она не осталась без внимания публики и критики.:215 Сам Виктор Екимовский считает именно эту свою композицию неким малым прорывом, началом своей широкой известности (не только в профессиональных кругах академических музыкантов), и даже называет конкретную дату: 16 ноября 1993 года, концерт в зале Дома композиторов (в рамках «Московской музыкальной осени»).:156 На следующий день после концерта в Коммерсанте-Daily вышла статья под говорящим названием «Джульетта Гвиччарди отвергла Бетховена. А полюбила бы она Виктора Екимовского?» Вполне фривольный тон заголовка естественно продолжался и в тексте рецензии:

 «Авангардный композитор Виктор Екимовский, до сих пор слывущий среди своих коллег убеждённым рационалистом, отныне будет создавать произведения только о трагической любви, посвящая их дамам сердца прошлых веков <…>
„Лунная соната“ целиком написана языком XX века. Екимовский последовательно содрал с бетховенского прототипа мелодические покровы и добрался до его основной конструктивной идеи — сделать сутью высказывания аккомпанемент. Высушив и обтесав с безжалостностью Джека-Потрошителя, Екимовский создал сочинение, принципиально избегающее разнообразия, однако по форме полностью идентичное бетховенскому.<…>
Автор, по его собственным словам, воспринимает лунную сонату как жанр и не исключает, что напишет их 24 — в каждой из 24 тональностей, и каждую о неразделённой любви…»— Пётр Поспелов, «Джульетта Гвиччарди отвергла Бетховена. А полюбила бы она Виктора Екимовского?»
Однако здесь, среди игры слов и полушутливых намёков газетной статьи содержится указание на ещё одно умозрительное новшество (или находку) Екимовского. И в самом деле, он воспринимает и трактует вполне конкретное название «Лунная соната» не в качестве имени собственного для своего или бетховенского произведения, но обозначает им некий определённый жанр (такой же, как симфония, соната или квартет).:261-262 Так или иначе, но «Лунная соната» (или лунные сонаты вообще) для Екимовского представляют некое отдельное явление, которое не только возможно описать словами, но одновременно и представить в ощущениях (вполне конкретных и чётко обрисованных). Возможно, именно по этой причине к «Лунной сонате» Екимовского едва ли не с её рождения была пришпилена бирка: «концептуализм», против которой автор не возражал, однако, всякий раз замечая от себя, что «сочиняя её, он вовсе не думал, что она впоследствии подпадёт под данное определение». Согласно его представлениям, композиторы-новаторы никогда не задумываются о существе своих новаций, они попросту сочиняют некое произведение, наудачу пытаясь создать что-то оригинальное, необычное и непохожее на бывшее прежде. А уж затем другие (например, слушатели, критики или коллеги), согласно своим пристрастиям и вкусам, дают определение новации.:305
В 1995 году «Лунная соната» Виктора Екимовского была издана в Гамбурге (Hans Sikorski, 1995, Nr.1927, мировые права также принадлежат Гансу Сикорски).:122 В скором времени «Лунная соната» стала одним из самых исполняемых сочинений Екимовского,:125 пожалуй, единственную конкуренцию в этом вопросе ему может составить «Balletto» для любого состава (Композиция 14, 1974 год), бессменный лидер публичности в «екимо́вском творчестве». По представлению музыковедов, определить психологические основания и причины подобного результата не представляет особенной сложности:

<«Лунная соната»> – достаточно изящная манипуляция с представлением о том, что любое явление начинает существовать, когда оно названо. Прелесть замысла Екимовского состоит в том, что он не занимается перекодировкой существующего явления, но подставляет под означающее иное означаемое (то есть, действует подобно китайцам, подшивающим к известному лейблу глубоко иные по содержанию штаны)...— Юлия Бедерова, «Композитор хочет абсолюта.»
Сам автор поначалу не считает нужным оспоривать подобное суждение, отчасти эпатажное и провокационное, вполне под стать газетному жанру популярной рецензии. Вместо ответа он называет приведённое выше наблюдение «изящным и тонким», и не находит нужным возражать против пришитого ему очередного «лейбла» манипулятора лейблами, видимо, не отвергая такое узкое и, отчасти, желтоватое определение собственной сонаты-фантазии, задуманной отнюдь не в жёлтом жанре.:217  Однако впоследствии Екимовский отзывается об этом тезисе значительно более резко, видимо, отметив очередную статью Петра Поспелова, в которой он перефразировал, а затем и достаточно грубо усилил игру слов. По словам критика, «композитор не просто хочет абсолюта», но и откровенно пытается напоить слушателей «московской особой». По мнению же композитора, подобная оценка его творчества в данном случае является попросту «грубой и площадной».:270
Значительно более глубокому анализу проблему названия произведения как концептуального знака подвергла в своей дипломной работе 1998 года Анна Ильина. В целом присоединившись к авторскому определению «названия как жанра», она его существенно развила и дополнила подробностями. Таким образом, всякое использование исторически известных (или, иначе говоря, заранее фиксированных в восприятии) заголовков по Екимовскому выступает в качестве «вторичной семиологической системы» (что, по Р. Барту, является одним из важнейших признаков присутствия мифа).:306

«Лунная соната», «Симфонические танцы», «La Favorite – La Non favorite» объединяются одним общим признаком – при индивидуально-композиторском музыкальном изложении аллюзия на конкретные музыкальные образцы прошлого присутствует только в названиях произведений. Музыкальный материал никак эти аллюзии не поддерживает, по крайней мере, композитор не ставил себе такой задачи... Внешняя сторона – название – представляет собой большой контраст по отношению к музыкальному материалу, поскольку связывается в сознании слушателя с совершенно другой музыкой.:306— Анна Ильина, «Концептуальные миры Виктора Екимовского»
Именно в семантике этого контраста (между ожиданием и слухом публики) и заключена, по мнению музыковеда, концептуальность трёх названных выше произведений, и прежде всего, «Лунной сонаты», как вызывающей наиболее яркие и определённые аллюзии. Причём, в качестве исходного материала для манипуляции образа здесь выступает не мелкий музыкальный знак (интонационная, ритмическая, гармоническая формула), и не конкретный раздел музыкальной формы, а произведение в целом, и не просто произведение, а хорошо известное и, как следствие, легко узнаваемое массой слушателей.:306 Таким образом, Виктор Екимовский оперирует знаками более крупного уровня, чем внутримузыкальные средства, что и делает его произведение (в данном случае, «Лунную сонату») концептуальным. Говоря более простыми словами, композитор берёт существующее (желательно, широко известное) название, затем (по произволу) вытесняет из него первоначальное содержание, а освободившуюся пустую форму или оболочку заполняет — собственной музыкой.
Отчасти, к подобной же оценке «лунной сонаты» присоединился и коллега Виктора Екимовского,  мрачно-эксцентрический композитор и писатель, Юрий Ханон, в багаже которого также имеется целый ряд манипуляций близкого рода. Он определяет этот приём по жанру несколько иначе, называя подобные опыты с сознанием публики «Теневыми произведениями». Возможно, что именно по этой причине Ханон определил «Лунную сонату» Екимовского как «прекрасную идею с отложенным результатом», где эпатажный замах во многом ушёл в удар плашмя. «Соната, лунная соната, — очень близкое для меня произведение: и по мысли, и по провокации. Близкое почти так же, как и её автор. Однако закономерность любого восприятия и критики проста́: чем ближе, тем пристрастнее, не так ли?.. А потому моё главное слово — совсем о другом, о недостаче. Потому что... недоумения, недоумения здесь не хватило прежде всего. Музыкальная параллель оказалась слишком прямой, лобовой, чтобы удержать публику, эту толпу олухов в постоянном напряжении. Очень уж быстро «всё объяснилось» и исчерпалось одним названием. С первых же звуков мысль автора становится якобы понятной даже детям, а потому главный идейный удар — тонет в перьевых подушках куриных обывательских мозгов. «Нельзя быть до такой степени добрым малым, чтобы позволять понять себя запросто, хлопать себя по плечу и разговаривать запанибрата... Глухоты, глухоты бетховенской прежде всего не хватает этой лунной сонате!» — Как заметил в своё время ещё один знатный мистификатор от музыки, Эрик Сати: «Я совершенно согласен и одобряю тех, кто нас ругает и поносит на всех углах. Что действительно ужасно – это видеть артистов, потакающих вкусам общества. Бетховен первым был нелюбезен с публикой. Я думаю, именно благодаря этому он и стал так широко известен. Во всяком случае, не вижу для этого других причин»:363-364.

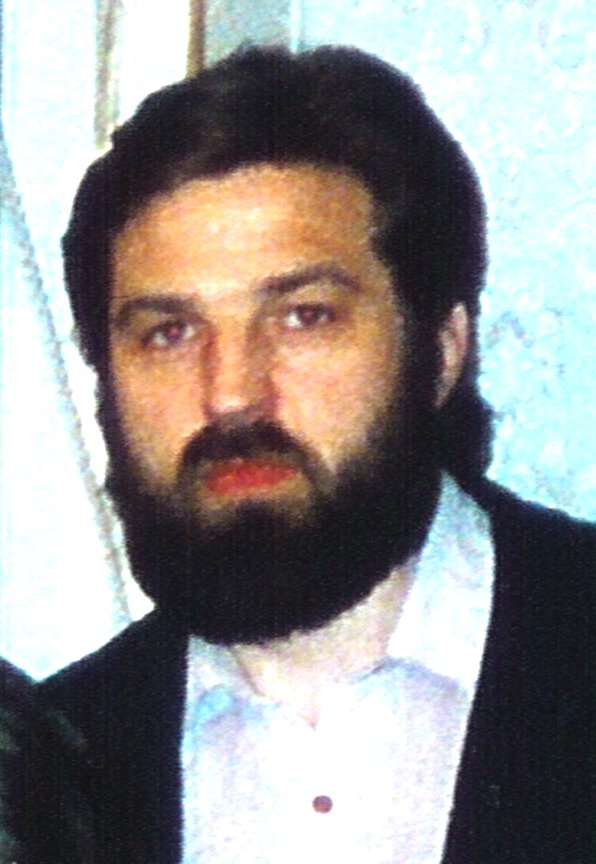
Николай Корндорф,
Москва, 1990.

Но, пожалуй, самым суровым и подробным критиком Композиции-60 (в основном с точки зрения чисто музыкальной), стал тоже композитор, Николай Корндорф, коллега и самый близкий друг Виктора Екимовского на протяжении многих лет. Уже после отъезда в Канаду Корндорф продолжал внимательно и едва ли не ревностно следить из-за океана за творчеством друга, откликаясь развёрнутой рецензией на каждое новое сочинение. Само собой разумеется, что такая особенная и заметная композиция не могла пройти мимо его внимания:

«Лунная соната» – замечательное сочинение. Но кульминация не написана. Поленился ты. Тем более, что в таком темпе (=120) невозможно сыграть то, что ты напридумывал. <...> К тому же подход к кульминации (метрическое укорочение) всё-таки коротковат. Вдруг ни с того, ни с сего практически сразу кульминация, то есть, аккорды один за другим. Ты зря ленишься в таких ситуациях...:158-159— Николай Корндорф о «Лунной сонате» Виктора Екимовского
Среди десятков мировых исполнений «Лунной сонаты» Виктор Екимовский особо выделяет международный фестиваль «Страсти по трансавангарду» (1998 год, Румыния, Бакэо»), фестиваль «Ростовские премьеры» (декабрь 2001 года), а также в Сан-Паолу, Бразилия (август 1997 года). Несколько музыковедческих и критических работ посвящены детальному разбору «Лунной сонаты», среди которых автор отмечает подробную и обстоятельную статью Д. Присяжнюка «Риторические метаморфозы, или Посиделки под луной».:345
Сам же Виктор Екимовский едва ли не с момента сочинения открыто называет композицию-60 «своей любимой сонатой».:154 И кроме того, последней.

## Комментарии
1. ↑  И здесь, и двумя строками ниже — намеренно не уточняется, о каком именно композиторе какой именно «Лунной сонаты» идёт речь.
2. ↑  Таким образом, тема сублимации энергии неразделённой любви через творчество была с самого начала заявлена Виктором Екимовским как первая (и едва ли не основная) в «Лунной сонате» (снова без уточнения автора) — и в качестве источника, и в качестве результата.
3. ↑  Несмотря на весь кажущийся эксгибиционизм (точнее говоря, демонстративную открытость) повествования «Автомонографии», на этот раз Виктор Екимовский отчего-то счёл нужным утаить имя «юной привлекательной особы», ставшей предметом его личной любовной драмы и затем укрывшейся под маской новоявленной Джульетты Гвиччарди. Разумеется, и я также не стану называть её имени.
4. ↑  Екимовский однозначно пишет, что его соната «похожа на Лунную сонату Бетховена», однако на самом деле сходство связано вовсе не с музыкой, которая очень разная, а со звуковым ощущением и неким особенным настроением ума. Условно это состояние можно было бы назвать «переносом» или своеобразной «наводкой», которую сначала автор проделал с самим собой, а затем и с публикой.
5. ↑  Именно своим характерным желанием создать не вполне предсказуемое для публики произведение Екимовский объясняет ряд драматургических различий, которыми он попытался увести свою «Лунную сонату» в сторону от бетховенского прототипа.
6. ↑  Весьма показательная цитата с точки зрения психологии творчества. Здесь очень хорошо заметно, что противопоставление кульминационного «икта» Бетховенскому состоянию расслабленной мечты самому автору кажется ещё не вполне достаточным для формирования своей уникальной версии «Лунной сонаты». В отличие от большинства современных (и несовременных) композиторов (а также всех прочих людей), Виктор Екимовский очень тонко и болезненно ощущает слабые места: как в своей (или не своей) музыке, так и в самом себе. И во всей собственной жизни, и в каждом сочинении, он видит их внутренним зрением, говорит о них напрямую, обсуждает, пытается объяснить и — одновременно желает... прикрыть или оправдать, вместо того, чтобы довести противоречие до предельно ясного творческого результата.
7. ↑  Глядя на определение музыкального жанра «соната-фантазия», становится понятно, что ключевое слово здесь всё-таки «фантазия», а соната выступает лишь в форме лейбла – как для Екимовского, так и для Бетховена. Таким образом, выделяя из жанра основное, можно сказать, что это не соната-фантазия, а просто фантазия. Точнее говоря, фантазия художника. Потому что ни одна Джульетта на свете, с какой бы стороны на неё не пытаться посмотреть, не заслуживает даже пары тактов «лунной сонаты», будь то Бетховена, Екимовского или Брухиса. Пожалуй, здесь можно остановиться. Последнее утверждение с точки зрения творчества и фантазии – самое наглядное и показательное.
8. ↑  Когда Екимовский говорит о том, что «Бетховен в своей «Лунной сонате» только мечтает, грезит и бесплотно вожделеет», он по умолчанию имеет в виду только первую часть бетховенской сонаты. Вторая и третья часть в ней носят совершенно иной характер.
9. ↑  Высвобождение энергии в физиологическом акте — процесс, прямо противоположный сублимации. И здесь Екимовский словно бы пытается превратить собственную «Лунную сонату» в «акт самоотрицания». С одной стороны, он гордится творческим напряжением, которое в результате личной драмы вылилось в целый ряд прекрасных композиций. Но с другой стороны, внутри текста сонаты-фантазии старательно доводит это напряжение до «акта» прямого высвобождения, уже не предполагающего никакой сублимации.
10. ↑   Итак: перед слушателем находится соната-фантазия, точный и подробный пример жанра и понятия во всех смыслах. И не только соната-фантазия, но и просто соната, и просто фантазия по отдельности. И не просто соната, а особенная соната, имеющая умирающий лейбл «лунной». Ключевое слово здесь: «фантазия». И не просто фантазия, а фантазия, вполне открытая внимательному взгляду. Но что же можно увидеть, глядя на эту фантазию? Парадоксальным образом, Екимовский (в отличие от Бетховена), мечтает о том, чтобы его избавили (освободили) от сублимации, освободили (возможно) путём полового акта. Мечта об эякуляции, в противовес творчеству. Иными словами, мечта о вселенском потреблении и лени, в противовес страданию и «бесплодным бесплотным» фантазиям. Может ли быть (для художника) признание – более тяжкое. И это не вопрос, разумеется.
11. ↑  И здесь также привлекает внимание своеобразный психологический курьёз, до поры скрытый. Говоря о «Лунной сонате» Бетховена, Екимовский полемизирует с его «мечтаниями» и противопоставляет им свой напряжённый выплеск в форме «икта» или «акта». Но переходя к параллелям с Берлиозом, он словно бы забывает о своей настойчивости и прямо назначает своей «Лунной сонате» место и параллель с «Мечтаниями» — первой частью «Фантастической симфонии». Итак: всё же мечтания или не мечтания?
12. ↑  Среди списка сочинений, которые написал Юрий Ханон, имеется целый ряд подобных «теневых» концептуальных лейблов, самые крупные из которых — оперы «Сила Судьбы» и «Норма», а также балеты «Трескунчик» и «Зижель». Но, пожалуй, самые близкие по духу к «Лунной сонате» – это «Симфония №5, героическая» для тромбона и арфы, 1986 (очевидная отсылка к «Пятой симфонии» Бетховена) и «Маленькая ночная музыка» для комнатного оркестра, 1993 (намеренно искажённый перевод названия «Маленькой ночной серенады», eine kleine Nachtmusik Моцарта)
13. ↑  Здесь, среди слов содержится ещё одна манипуляция, возможно, намеренная. В момент написания «Лунной сонаты» Бетховен ещё не был вполне глухим, процесс только начинался. Однако, замечания по существу это не меняет.
14. ↑  Кроме «Лунной сонаты», в полном списке сочинений Виктора Екимовского значатся шесть ранних сонат для фортепиано (без названий, но с порядковыми номерами, сочинённых в 1963—67 гг.), «Соната с похоронным маршем» (1981), а также соната для виолончели и фортепиано (1965), соната для гобоя и фортепиано (1966) и трио-соната da camera (1971).